# Liên đoàn Cầu lông Thế giới
Liên đoàn cầu lông thế giới (tiếng Anh: Badminton World Federation, viết tắt: BWF) là cơ quan quản lý quốc tế cho môn thể thao cầu lông được Ủy ban Olympic quốc tế (IOC) công nhận. Được thành lập vào năm 1934 với tên gọi Liên đoàn cầu lông quốc tế (International Badminton Federation - IBF) với chín quốc gia thành viên (Canada, Đan Mạch, Anh, Pháp, Ireland, Hà Lan, New Zealand, Scotland và xứ Wales), BWF đã mở rộng tới 176 quốc gia thành viên trên toàn thế giới. Vào ngày 24 tháng 9 năm 2006, tại Đại hội bất thường ở Madrid, cái tên mới Badminton World Federation đã được thông qua.
Trụ sở chính của liên đoàn được đặt tại Cheltenham, Vương quốc Anh kể từ khi thành lập, nhưng vào ngày 1 tháng 10 năm 2005 thì đã được chuyển đến Kuala Lumpur. Chủ tịch hiện tại của liên đoàn là Poul-Erik Høyer Larsen.